# Colorado (folyó, Argentína)
A Colorado (spanyolul Río Colorado) mintegy 1200 km hosszú folyó Argentínában, Patagónia északi részén. A folyó vízgyűjtő területe mintegy 350 ezer km²-es, forrásvidéke az Andok keleti oldalán található és az Atlanti-óceánba torkollik. Alsó 320 kilométeres szakasza hajózható. Közepes vízhozama másodpercenként 140 köbméter.